# Litoměřice
Litoměřice là một thị trấn thuộc huyện Litoměřice, vùng Ústecký, Cộng hòa Séc.